# جون شاني
جون شاني (بالإنجليزية: John Chaney)‏ هو قاضي أسترالي، ولد في 26 فبراير 1953.